# アパッチナイトフジ
アパッチナイトフジ（あぱっちないとふじ）は、2007年3月30日にフジテレビで放送されたバラエティ番組。

## 概略
『オールナイトフジ』の流れを汲む単発番組として放送された。しかし、スタッフは全く異なり、番組内でも“〜流れを汲む”と発言していた。

## 放送時間とネット局

### 放送時間
- 2007年3月30日（3月31日未明）25:05 - 29:00（日本時間、3時間55分）

### 番組ネット局
- フジテレビ
- 仙台放送（OX）

## 番組内容詳細
- 当番組のテーマは“ズバリ今、この人に会いたい!”。
- 新聞のテレビ欄には、“ミュージシャン・文化人・お笑い芸人・グラビアアイドル・舞台俳優・小説家・芸術家・DJ・キャンパスクイーン…などなどあらゆるジャンルで、ムーブメントを起こしている才能を一堂に会し、4時間ノンストップで繰り広げられる感覚重視の新情報番組!”と書いてあった。
- 2007年春、新しいうねりはここから生まれる…。
- また、カラテカ矢部が気象予報士資格を得てから2度目（フジテレビにおいては初めて）となる天気予報を行った番組でもある。

## 出演者

### 司会・進行
- 道端ジェシカ
- マリエ
- ジョジィ
- 渡辺和洋（フジテレビアナウンサー）
- ピエール瀧（進行、番組内では“会長”名義）
- 品川庄司（進行補佐）
- チュートリアル（進行補佐）

### その他の出演者など
- キャンギャル軍団
  - 木下優樹菜
  - 中山エリサ
  - 泰麻里子
  - 福田萌
  - 高田らな
  - 篠崎彩音
- 若手お笑い軍団
  - レアレア
  - 入江慎也（カラテカ）
  - パッション屋良
  - ハイキングウォーキング
  - 平成ノブシコブシ
  - アームストロング
  - グランジ
  - エド・はるみ
  - ぽんぽこ
  - 猫のホテル
  - まぉこ
  - チャンカワイ
  - 安達あられ
  - オードリー

### アパッチナイターズ
- 工藤里紗
- 愛川ゆず季
- 福下恵美
- 鈴木茜
- 海川ひとみ
- 森ちえみ
- 木口亜矢
- 喜屋武ちあき

### 中継リポーター
- 矢部太郎（カラテカ）
- ビビる大木

### ゲスト
- ルー大柴
- 有村昆（B級映画コメンテーター）
- NIGO
- ハナレグミ with 曽我大穂
- 拙者ムニエル
- SAKEROCK
- 國重友美
- 石田弘（フジテレビエグゼクティブプロデューサー、『オールナイトフジ』プロデューサー）

## タイムテーブル
- 25:05 オープニング
- 25:20 アパッチブログ天国
- 25:34 アイドル青春白書PART1
- 25:54 まだ間に合う!六本木で一番人気のある店
- 26:09 アパッチスペシャルLIVE PART1
- 26:22 真夜中に見たいB級映画ランキング
- 26:40 CM GONG SHOW PART1
- 26:45 アパッチミッドナイト劇場PART1
- 26:59 真夜中のキャンギャル
- 27:07 CM GONG SHOW PART2
- 27:13 まだ間に合う!ノリのいい美人店員のいる店PART1
- 27:17 カラテカ矢部の天気予報PART1
- 27:21 アパッチスペシャルLIVE PART2
- 27:29 アイドル青春白書PART2
- 27:48 アパッチミッドナイト劇場PART2
- 27:59 真夜中のテレビショッピング
- 28:12 CM GONG SHOW PART3
- 28:22 まだ間に合う!ノリのいい美人店員のいる店PART2
- 28:31 グラビアアイドルファッションショー
- 28:45 CM GONG SHOW PART4 ～敗者復活編～
- 28:52 カラテカ矢部の天気予報PART2
- 28:54 フィナーレ
- 28:58 エンディング